# Sparkle Hayter
Sparkle Vera Lynette Hayter (* 1. Januar 1958 in Pouce Coupe, British Columbia) ist eine kanadische Journalistin, Komikerin und Schriftstellerin.

## Leben
Sparkle Hayter kam in Pouce Coupe zur Welt, verbrachte aber den größten Teil ihrer Kindheit und Adoleszenz in Edmonton, der Hauptstadt der kanadischen Provinz Alberta. Ihre Eltern waren ebenfalls schriftstellerisch tätig und die Isolation von ihrer kindlichen Umwelt, die ein Sprachfehler mit sich brachte, führte sie schon an das Schreiben heran. Außerdem entwickelte sie eine Leidenschaft für Eishockey und trat während der Highschool der Cheerleading-Gruppe für das schuleigene Team Edmonton Nets bei. In dieser Zeit lernte sie auch Mark Messier kennen, als er noch kleiner war als sie.
Nach Abschluss der Schule setzte sie ihre Ausbildung an der University of Alberta fort. Als sie während des Spring Break 1980 nach New York City reiste, blieb sie der Einfachheit halber dort, um ihr Studium fortzusetzen. Bei dieser Entscheidung half ihr auch, dass sie im Rahmen einer Nebentätigkeit bei Syncrude, einem Joint-Venture von Canadian Oil Sands, ausreichend Geld beiseite legen konnte. Im Jahr 1986 beendete sie ihr Studium an der New York University mit einem Abschluss in Film- und TV-Produktion.
Zum Fernsehen kam sie im Rahmen eines Praktikums. In dieser Branche war sie u. a. für WABC in New York und für fünf Jahre bei CNN in Atlanta, wo sie sich u. a. mit Christiane Amanpour anfreundete, sowie Global Television in Toronto tätig. Zur Zeit des Afghanischen Bürgerkriegs zog sie nach Pakistan und ging dann zusammen mit den Mudschahedin nach Afghanistan, um von dort für den Toronto Star zu berichten. Während eines vierstündigen Marsch durch ein Minenfeld, entschied sie sich damals den Journalismus als Ganztagsjob aufzugeben.
Nach ihrer Rückkehr in die USA heiratete sie und begann ihre Laufbahn als Komikerin und Schriftstellerin mit ihrem ersten Roman What’s A Girl Gotta Do. Bis zur Veröffentlichung über Soho Press sammelte sie 37 Absagen ein. Sie ging kurzzeitig nach Tokio. In New York wieder angekommen, ließ sie sich scheiden und zog ins bekannte Chelsea Hotel.
Danach veröffentlicht sie weitere fünf Romane. Mit der Robin Hudson-Serie gelang ihr der Durchbruch. Sie schrieb für die „New York Times Op-Ed“-Seite, die „Nation and The Toronto Globe and Mail“, war ein regelmäßiger Teilnehmer auf CNNs Talk-Show „CNN & Company“ und war des Weiteren zu sehen in Good Day New York, NPR, CBC, BBC and Paris Premiere. Zwischen den Romanen The Chelsea Girl Murders und Naked Brunch, genauer: sechs Wochen nach den Terroranschlägen am 11. September 2001 zog sie nach Paris, wo sie für einige Jahre lebte.
Zusammen mit Stella Duffy und Lauren Henderson hat sie um die Jahrtausendwende herum die Tart Noir-Anthologie und -Website initiiert.

## Auszeichnungen
1995 erhielt sie den Arthur Ellis Award – Best First Crime Novel der Crime Writers of Canada für ihren Roman What’s A Girl Gotta Do? (deutsch Kleine Mädchen morden nicht).

## Werke
Robin Hudson-Serie
- 1994: What’s a Girl Gotta Do. dt.: Kleine Mädchen morden nicht. Bastei Lübbe, Bergisch Gladbach 1995, ISBN 3-404-17126-8.
- 1996: Nice Girls Finish Last. dt.: Böse Mädchen spielen anders. Goldmann, München 1997 ISBN 3-442-54013-5.
- 1997: Revenge of the Cootie Girls. dt.: Die Nacht der wilden Mädchen. Manhattan, München 1998, ISBN 3-442-54033-X.
- 1998: The Last Manly Man. dt.: Spice Boys – Die Verschwörung der Männer. Goldmann, München 1998, ISBN 3-442-54025-9.
- 2000: The Chelsea Girl Murders. dt.: Mord im Chelsea Hotel. Übers. Marieke Heimburger. Goldmann, München 2000, ISBN 3-442-54026-7.
- 2005: Last Girl standing.

Andere Romane
- 2002: Naked Brunch
- 2004: Bandit Queen Boogie